# Carta bianca
Carta bianca è un romanzo della saga di James Bond scritto dall'autore di best seller Jeffery Deaver. È il trentasettesimo romanzo della serie, ma non è il seguito dei libri precedenti, perché l'autore ha ricreato la biografia del protagonista per ambientare la storia in epoca contemporanea: è il 2011 e James Bond ha poco più di trent'anni, pertanto è un veterano della guerra in Afghanistan (anziché della seconda guerra mondiale).

## Trama
James Bond interrompe una noiosa cena con una affascinante pittrice per partire in missione nei dintorni di Novi Sad. Grazie a delle intercettazioni, riesce ad impedire un tentativo di far deragliare un treno pieno di pericolose sostanze chimiche da parte di un misterioso irlandese.
Tornato a Londra, passa le prove che ha raccolto sul luogo del tentato attentato a Ophelia Maidenstone, un avvenente analista di intelligence dell'MI6. M, il capo di Bond, lo informa che, per le indagini sul territorio britannico, deve rinunciare alla sua solita carta bianca (totale libertà di intervento) e collaborare con Percy Osborne-Smith, un agente della divisione Tre dell'MI5. Bond è abbastanza contrariato e tra i due agenti le cose non iniziano nel migliore dei modi.
Intanto le analisi di Ophelia Maidenstone portano James Bond ad indagare su un vecchio palazzo governativo che sta per essere abbattuto dalla Green Way a March, nei dintorni di Londra. Intrufolandosi nel palazzo, scopre nei sotterranei strani residui metallici. Nota anche la presenza di Severan Hydt il capo della Green Way, multinazionale del riciclo e della gestione dei rifiuti, e del suo braccio destro Nial Dunne, l'irlandese di Novi Sad. I due scoprono la presenza di qualcuno nei sotterranei e provvedono ad abbattere il palazzo con le cariche esplosive. Bond si salva per miracolo.
L'agente segreto decide così di inseguire Hydt e Dunne fino a Dubai dove il ricco imprenditore, che si eccita sessualmente alla vista dei cadaveri, dovrebbe assistere ad un tragico spettacolo. Inizialmente Bond pensa ad una strage ma in realtà si tratta di una semplice visita ad un antico cimitero scoperto da poco. Mentre è a Dubai, insieme all'agente americano Felix Leiter, scopre comunque che Hydt sta tramando per un imminente attentato terroristico. Nelle indagini, uno degli aiutanti di Leiter è ucciso dentro una pressa per rifiuti ed una collaboratrice di Hydt, colpevole di sapere troppo, è irrimediabilmente abbandonata nel deserto.
James Bond si sposta a Città del Capo. Nella città sudafricana dovrebbe collaborare con Gregory Lamb, l'agente ODG di supporto in Africa ma non si fida dei suoi strani comportamenti. Riesce comunque a infiltrarsi nelle operazioni di Hydt, fingendosi un mercenario esperto in fosse comuni africane ed attirando l'attenzione dell'imprenditore. Ad una festa di beneficenza, invitato da Hydt, Bond conosce l'operatrice umanitaria Felicity Willing che lo intrattiene "umanamente" in bollenti serate.
Il giorno dell'attentato Bond è alla sede della Green Way che è circondata da un'enorme discarica. L'agente riesce a scoprire che l'attentato sta per verificarsi all'Università di York per assassinare un docente universitario con una bomba che era stata costruita nei sotterranei di March. Riesce a rovinare il piano di Hydt ma la sua copertura è così scoperta. Ne nasce un pericoloso inseguimento tra i fumi della discarica e Bond si salva grazie all'arrivo del capitano Bheka Jordaan della Squadra Investigativa Anticrimine di Città del Capo.
La polizia arresta alcune persone tra cui Severan Hydt ma non riesce a trovare Nial Dunne che, appostato e nascosto su una collinetta di rifiuti, spara e uccide il presidente della Green Way, prima di scappare.
Analizzando il materiale recuperato dalla sede della Green Way, Bond scopre che il vero e proprio attentato deve però ancora essere realizzato. Con Felicity indaga su Gregory Lamb che la donna, gestendo le navi cariche di aiuti, conferma essere molto attivo al porto di Città del Capo. Bond ipotizza che stia preparando un atto terroristico contro una nave da crociera britannica. O almeno è ciò che fa credere a Felicity.
Si tratta infatti di una trappola nei confronti dell'operatrice che usa la sua ONLUS per coprire i traffici d'armi e l'innesco di una guerra in Sudan.
Caduta nella trappola tesagli da Bond, la donna è arrestata dall'ODG. Nial Dunne, socio di Felicity e di lei segretamente innamorato, muore tentando di salvarla con una cruenta sparatoria contro Bond, Bheka Jordaan e Gregory Lamb (anche lui vittima di quest'ultimo atto del libro).
Il romanzo si conclude con una lieta cena tra Jordaan e James, pronto a rientrare in azione il lunedì successivo.

### Personaggi principali
- James Bond, agente dell'ODG (Unità operativa segreta per la sicurezza Britannica); veterano della guerra in Afghanistan
- Nial Dunne, terrorista.
- Ophelia Maidenstone, analista di intelligence dell'MI6.
- M, capo dell'ODG.
- Severan Hydt, presidente della Green Way International.
- Felix Leiter, agente della CIA.
- Bheka Jordaan, capitano della Squadra Investigativa Anticrimine di Città del Capo.
- Felicity Willing, operatrice umanitaria.
- Gregory Lamb, agente ODG in Africa.
- Mary Goodnight, segretaria di James Bond. Deaver ha affermato che l'ha modellata sull'attrice Kate Winslet.

## Edizioni
- Jeffrey Deaver, Carta bianca, traduzione di Valentina Ricci, Rizzoli, 2011,  p. 604.